# Funicular del Tibidabo
A Funicular del Tibidabo egy siklóvasút Barcelonában. A Tramvia Blau villamos felső végállomását köti össze a Tibidabóval, mely Barcelona legmagasabb pontja. Egyike a város három siklóvasútjának a Vallvidrerai sikló és a Montjuïci sikló mellett. Az 1130 méter hosszúságú pálya 275 méteres szintkülönbséget győz le, legnagyobb emelkedése 25,7%. Az egyvágányú pályán két szerelvény közlekedik, egyenként 113 fős kapacitással.
A sikló 1901 október 29-én nyílt meg. Felújítása két ízben történt meg: először 1922-ben, majd 1958-ban.
Az alsó állomáson átszállhatunk a Tramvia Blau nosztalgia villamosra.

## Technikai információk

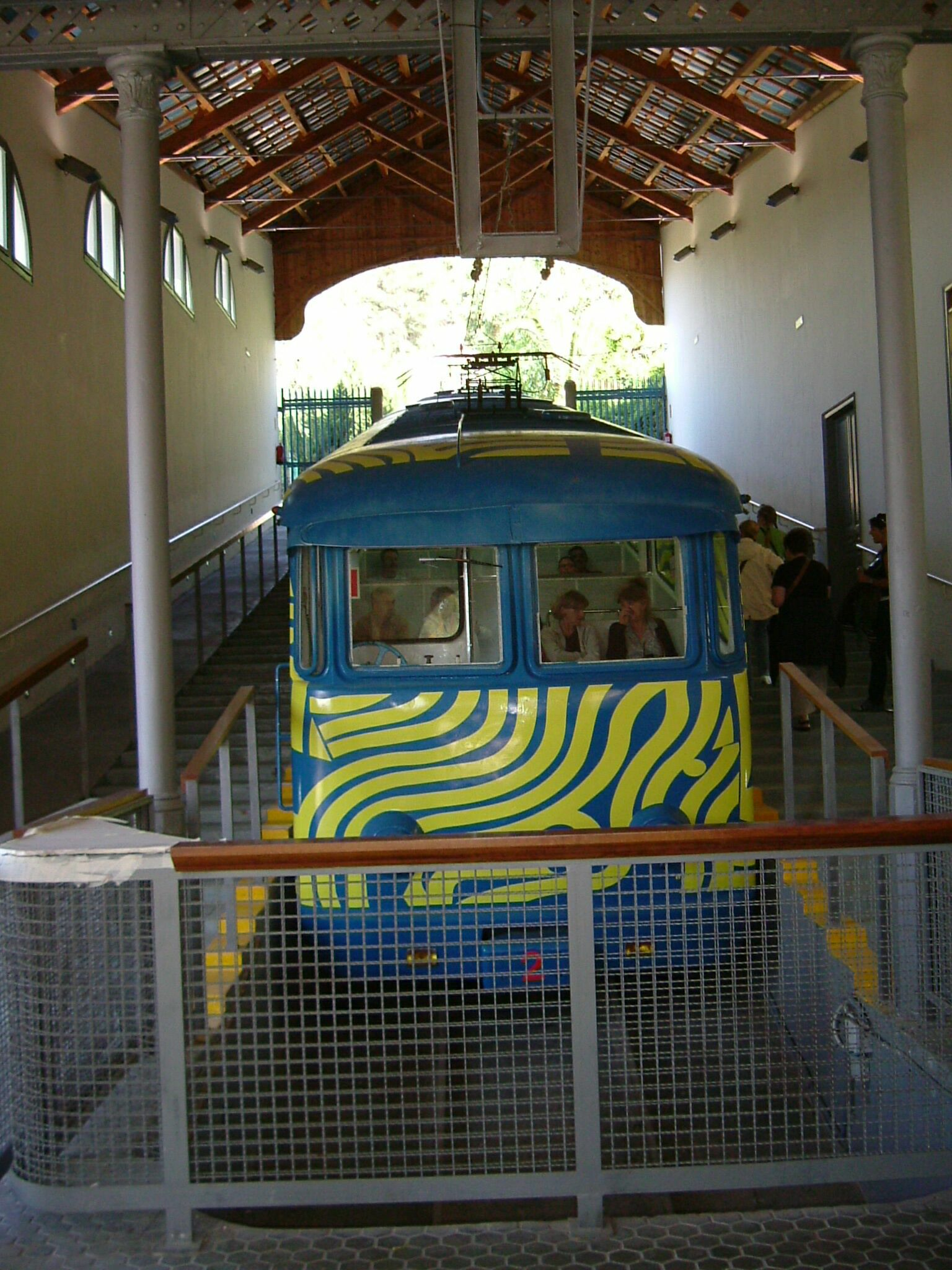
A siklóvasút kocsija

A siklóvasút technikai paraméterei:
| Állomások száma     | 2                                           |
| Pálya kialakítása   | egyvágányú pálya, keresztezési lehetőséggel |
| Vonalhossz          | 1130 m                                      |
| Szintkülönbség      | 275 m                                       |
| Maximális emelkedés | 25,7%                                       |
| Nyomtávolság        | 1000 mm                                     |
| Kocsik száma        | kettő kétrészes motorvonat                  |
| Férőhelyek száma    | 113 fő/szerelvény                           |
| Maximum sebesség    | 4,1 m/s                                     |
| Vontatás            | Villamos                                    |